# Ferenbalm
Ferenbalm, appelée en français La Baumette, est une commune suisse du canton de Berne, située dans l'arrondissement administratif de Berne-Mittelland.

## Population

### Surnom
Les habitants de la commune sont surnommés d'Rainlischnaager en suisse allemand, soit ceux qui prennent les chemins escarpés en rampant.

### Démographie
La commune compte 488 habitants en 1764, 983 en 1850, 1114 en 1900, 858 en 1930, 1036 en 1950 et 1262 en 2000.